# Maryse Alberti
Maryse Alberti (Langon, 10 marzo 1954) è una direttrice della fotografia francese naturalizzata statunitense.
Attiva principalmente in ambito documentaristico, ha lavorato anche con registi quali Todd Haynes, Todd Solondz e Darren Aronofsky.
Ha vinto due volte il premio per la miglior fotografia al Sundance Film Festival (nel 1990 per H-2 Worker e nel 1995 per Crumb) e altrettante l'Independent Spirit Award per la miglior fotografia (nel 1999 per Velvet Goldmine e nel 2009 per The Wrestler).

## Biografia
Cresciuta in Francia, a diciannove anni si trasferisce a New York, dove frequenta i corsi dell'American Film Institute. Compie il proprio apprendistato come assistente operatrice di macchina nel corso degli anni ottanta, accanto a Steven Fierberg e Stefan Zapasnik sui set dei film di Paul Morrissey (Forty Deuce, Sangue misto) e a Larry Revene per le commedie a basso costo dirette da Chuck Vincent (Sex Appeal, Wimps).
Si afferma come direttrice della fotografia fin dalle sue prime prove, all'inizio degli anni novanta: due fortunate opere prime, il mélo Poison di Todd Haynes e la commedia romantica interrazziale Zebrahead di Anthony Drazan, in cui si mette in evidenza per «l'uso semi-documentaristico del colore e la capacità di risolvere con mezzi d'illuminazione leggeri situazioni fotografiche ambiziose», e soprattutto il documentario sull'industria della canna da zucchero in Florida H-2 Worker di Stephanie Black, vincitore del Gran premio della giuria al Sundance Film Festival, che le vale il premio per la fotografia alla stessa manifestazione.
Il documentario sulle riserve indiane Incidente a Oglala (Incident at Oglala) (1992) segna l'inizio della collaborazione con il regista Michael Apted, insieme al quale lavorerà più volte nel corso degli anni successivi. Nel 1995 ottiene per la seconda volta il premio per la fotografia al Sundace Film Festival con Crumb di Terry Zwigoff, sul fumettista Robert Crumb, vincitore del Gran premio della giuria.
Nel 1996 partecipa alla realizzazione di Quando eravamo re di Leon Gast, sullo storico incontro Foreman-Ali del 1974, che vince l'Oscar al miglior documentario.
Il 1998 è l'anno di due dei film più importanti della sua carriera, la commedia nera Happiness - Felicità di Todd Solondz e soprattutto Velvet Goldmine di Todd Haynes, che permette alla Alberti di cimentarsi con una «meticolosa ricostruzione degli stereotipi visuali degli Anni Settanta» e di far rivivere «il linguaggio cinematografico di quell'epoca [...] nonché il gusto luministico vistoso delle coloratissime luci dei concerti», grazie al quale ottiene il suo primo Independent Spirit Award.
A metà degli anni duemila inaugura il sodalizio professionale con il regista Alex Gibney, a partire da Enron - L'economia della truffa, sullo scandalo Enron, candidato all'Oscar e vincitore dell'Independent Spirit Award per il miglior documentario, cui segue Taxi to the Dark Side (2007), vincitore dell'Oscar al miglior documentario. Tra le collaborazioni successive, documentari sullo scrittore Hunter S. Thompson (Gonzo: The Life and Work of Dr. Hunter S. Thompson), sul lobbysta di Washington Jack Abramoff (Casino Jack and the United States of Money) e sul governatore di New York Eliot Spitzer (Client 9: The Rise and Fall of Eliot Spitzer).
Nel 2009 conquista il suo secondo Independent Spirit Award per The Wrestler di Darren Aronofsky, Leone d'oro al 65º Festival di Venezia.

## Filmografia

### Cinema
- Double Negative, regia di Sam Irvin - cortometraggio (1985)
- Cause and Effect, regia di Susan Delson (1988)
- H-2 Worker, regia di Stephanie Black (1990)
- The Golden Boat, regia di Raoul Ruiz (1990)
- Poison, regia di Todd Haynes (1991)
- Zebrahead, regia di Anthony Drazan (1992)
- In Women's Hands, regia di Rachel Field e Juan Mandelbaum (1992)
- Confessions of a Suburban Girl, regia di Susan Seidelman (1992)
- Incidente a Oglala (Incident at Oglala), regia di Michael Apted (1992)
- Mob Stories, regia di Marc Levin (1993)
- I Am a Sex Addict, regia di Vikram Jayanti e John Powers (1993)
- L'ultimo inganno (Deadfall), regia di Christopher Coppola (1993)
- The Dutch Master, regia di Susan Seidelman  - cortometraggio (1994)
- The Heart of the Matter, regia di Amber Hollibaugh e Gini Reticker (1994)
- Crumb, regia di Terry Zwigoff (1994)
- Moving the Mountain, regia di Michael Apted (1994)
- Give a Damn Again, regia di Adam Isidore (1995)
- She Lives to Ride, regia di Alice Stone (1995)
- Harlem Diary: Nine Voices of Resilience, regia di Jonathan Stack (1995)
- Dear Diary, regia di David Frankel - cortometraggio (1996)
- Quando eravamo re (When We Were Kings), regia di Leon Gast (1996)
- I Love You, I Love You Not, regia di Billy Hopkins (1996)
- Omicidi occasionali (Stag), regia di Gavin Wilding (1997)
- Inspirations, regia di Michael Apted (1997)
- Happiness - Felicità (Happiness), regia di Todd Solondz (1998)
- Velvet Goldmine, regia di Todd Haynes (1998)
- Me & Isaac Newton, regia di Michael Apted (1999)
- Il segreto di Joe Gould (Joe Gould's Secret), regia di Stanley Tucci (2000)
- Twilight: Los Angeles, regia di Marc Levin (2000)
- Tape, regia di Richard Linklater (2001)
- Get Over It, regia di Tommy O'Haver (2001)
- Here, regia di Brendan Donovan - cortometraggio (2001)
- Feast of Death, regia di Vikram Jayanti (2001)
- Grasp, regia di Brendan Donovan - cortometraggio (2002)
- The Guys, regia di Jim Simpson (2002)
- Game Over: Kasparov and the Machine, regia di Vikram Jayanti (2003)
- I giochi dei grandi (We Don't Live Here Anymore), regia di John Curran (2004)
- Enron - L'economia della truffa (Enron: The Smartest Guys in the Room), regia di Alex Gibney (2005)
- A Journey That Wasn't, regia di Pierre Huyghe - cortometraggio (2006)
- Hidden Inside Mountains, regia di Laurie Anderson - cortometraggio (2006)
- Taxi to the Dark Side, regia di Alex Gibney (2007)
- The Power of the Game, regia di Michael Apted (2007)
- News Movie (The Onion Movie), regia di Tom Kuntz e Mike Maguire (2008)
- Gonzo: The Life and Work of Dr. Hunter S. Thompson, regia di Alex Gibney (2008)
- Soul Masters: Dr. Guo and Dr. Sha, regia di Sande Zeig (2008)
- Finishing Heaven, regia di Mark Mann (2008)
- The Wrestler, regia di Darren Aronofsky (2008)
- The Agony and the Ecstasy of Phil Spector, regia di Vikram Jayanti (2009)
- Casino Jack and the United States of Money, regia di Alex Gibney (2010)
- My Trip to Al-Qaeda, regia di Alex Gibney (2010)
- Stone, regia di John Curran (2010)
- Client 9: The Rise and Fall of Eliot Spitzer, regia di Alex Gibney (2010)
- We Steal Secrets: The Story of WikiLeaks, regia di Alex Gibney (2013)
- The Visit, regia di M. Night Shyamalan (2015)
- Creed - Nato per combattere (Creed), regia di Ryan Coogler (2015)
- Freeheld - Amore, giustizia, uguaglianza (Freeheld), regia di Peter Sollett (2015)
- Collateral Beauty, regia di David Frankel (2016)
- Lo scandalo Kennedy (Chappaquiddick), regia di John Curran (2017)
- Le regine del crimine (The Kitchen), regia di Andrea Berloff (2019)
- Elegia americana (Hillbilly Elegy), regia di Ron Howard (2020)
- Le parole che voglio dirti (A Journal for Jordan), regia di Denzel Washington (2021)
- The Burial - Il caso O'Keefe (The Burial), regia di Maggie Betts (2023)

### Televisione
- American Playhouse – serie TV, episodio 7x10 (1988)
- Dottie Gets Spanked, regia di Todd Haynes – cortometraggio TV (1993)
- Rape in a Small Town: The Florence Holway Story, regia di Jeffrey Chapman – film TV (2004)
- No Direction Home: Bob Dylan, regia di Martin Scorsese – film TV (2005)
- All Aboard! Rosie's Family Cruise, regia di Shari Cookson – film TV (2006)
- The Human Behavior Experiments, regia di Alex Gibney – film TV (2006)
- Beyond the Steps: Alvin Ailey American Dance, regia di Phil Bertelsen – film TV (2006)
- The New Medicine, regia di Muffie Meyer – film TV (2006)
- In God's Name, regia di Gédéon Naudet e Jules Naudet – film TV (2007)
- My Dinner with Hervé, regia di Sacha Gervasi – film TV (2018)